# خلیج سرت

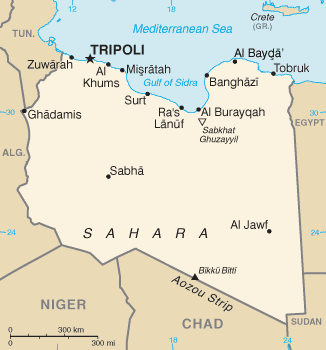

خلیج سِرت (در عربی خلیج سِرت) نام خلیجی از دریای مدیترانه است که در شمال کشور لیبی قرار گرفته‌است. آن را «سرت بزرگ» یا «سرت بزرگتر» هم می‌نامند (در مقایسه با «سرت کوچک» در کشور تونس).

## مشخصات
درازای این خلیج از شهر بنغازی در شرق تا شهر مصراته در غرب ۸۰۰ کیلومتر است. در سال‌های ۱۹۸۱ و همچنین ۱۹۸۶ میلادی جنگی هوایی میان هواپیماهای آمریکایی و لیبیایی بر فراز این خلیج درگرفت. در آن نبردها هواپیماهای آمریکایی به دستور رونالد ریگان خانه شخصی معمر قذافی، رئیس‌جمهور لیبی را در بنغازی منهدم کردند و فرزندش را کشتند. خلیج سرت در مسیر شاهراه‌های صادرات نفت لیبی به ویژه از بندر سرت قرار دارد.
لیبی هر از گاه ادعای مالکیت کامل بر این خلیج را ابراز می‌کند، ولی برخی کشورهای دیگر بر همان استاندارد مالکیت نوار ۱۲ کیلومتری به موازات کرانه را تأکید می‌ورزند.